# Dusona transvaalensis
Dusona transvaalensis är en stekelart som först beskrevs av Cameron 1911.  Dusona transvaalensis ingår i släktet Dusona och familjen brokparasitsteklar. Inga underarter finns listade i Catalogue of Life.